# Енигюн
Енигюн (азерб. Yenigün) — село в Хатаинском административно-территориальном округе Акстафинского района Азербайджана.

## Этимология
Название села носит символический характер и означает «новый день».

## История
Село основано в 1920-х годах переселенцами из села Кырах-Кесаман.
С 24 января 1939 года село входило в состав Акстафинского района, который 4 декабря 1959 года был ликвидирован, а населенный пункт передан в состав Казахского района.
Согласно административному делению 1961 и 1977 года село Енигнюн входило в Марксовский сельсовет Казахского района Азербайджанской ССР.
24 апреля 1990 года село передано в состав новообразованного Акстафинского района.
В 1999 году в Азербайджане была проведена административная реформа и внутри Хатаинского административно-территориального округа был учрежден Хатаинский муниципалитет Акстафинского района, куда и вошло село.

## География
Село находится в 5 км от райцентра Агстафа и в 446 км от Баку. Ближайшая железнодорожная станция — Акстафа.
Село находится на высоте 320 метров над уровнем моря.

## Население
| Численность населения | Численность населения | Численность населения |
| 1981                  | 1999                  | 2009                  |
| --------------------- | --------------------- | --------------------- |
| 1106                  | ↗1477                 | ↗1951                 |

Население преимущественно занимается выращиванием винограда, разведением животных.

### Известные уроженцы
- Гусейн Ариф — народный поэт Азербайджанской ССР

## Климат
| Показатель                    | Янв. | Фев. | Март | Апр. | Май  | Июнь | Июль | Авг. | Сен. | Окт. | Нояб. | Дек. | Год  |
| ----------------------------- | ---- | ---- | ---- | ---- | ---- | ---- | ---- | ---- | ---- | ---- | ----- | ---- | ---- |
| Средний суточный максимум, °C | 6,1  | 7,5  | 12,6 | 19,5 | 24,5 | 28,6 | 32,0 | 31,2 | 26,9 | 20,3 | 13,3  | 8,2  | 18,7 |
| Средняя температура, °C       | 1,9  | 3,1  | 7,5  | 13,5 | 18,4 | 22,5 | 25,7 | 25,1 | 20,9 | 14,8 | 8,8   | 4,0  | 13,9 |
| Средний суточный минимум, °C  | −2,3 | −1,2 | 2,4  | 7,6  | 12,4 | 16,4 | 19,5 | 19,0 | 15,0 | 9,3  | 4,3   | −0,1 | 9,1  |
| Норма осадков, мм             | 18   | 26   | 31   | 41   | 65   | 58   | 33   | 30   | 27   | 36   | 27    | 16   | 408  |

Среднегодовая температура воздуха в селе составляет +13,9 °C. В селе полупустынный климат.

## Инфраструктура
В советское время в селе располагались средняя и восьмилетняя школы, детский сад, медицинский пункт, отдел связи.
В селе расположены средняя школа, библиотека, телевышка.